# 追憶 (バーブラ・ストライサンドの曲)
「追憶」（ついおく、原題: The Way We Were）は、1973年にリリースされた、バーブラ・ストライサンド17枚目のシングル。作詞はアラン・バーグマン（Alan Bergman）とマリリン・バーグマン（Marilyn Bergman）夫妻、作曲はマーヴィン・ハムリッシュ（Marvin Hamlisch）。

## 概要
ビルボード（Billboard）チャートでは、1974年2月2日、第1位を獲得。翌週2月9日にはラブ・アンリミテッド・オーケストラの愛のテーマにその座を明け渡したものの2月16日、2月23日と帰り咲いて計3週1位を記録している。ビルボード誌1974年シングル年間ランキング第1位。ビルボード誌において、彼女はロック時代（1955年7月9日以降）ではルル（Lulu）、ロバータ・フラック（Roberta Flack）に続く3人目の、女性ソロシンガーの年間ランキング第1位獲得者となった。
1973年に公開された、シドニー・ポラック監督の恋愛映画『追憶』（The Way We Were）の主題歌だった。「追憶」は、1973年アカデミー主題歌賞を獲得した。また、バーブラ・ストライサンドは映画『追憶』で、ロバート・レッドフォードとともに主役を演じた。
ビルボード誌の集計では、バーブラにとっては、「ウーマン・イン・ラブ（Woman In Love）」、「スター誕生の愛のテーマ（Love Theme From ' 'A Star Is Born' '）」に次ぐヒット曲である。

## カヴァー
- 尾崎紀世彦（岩谷時子による日本語詞） - 1975年のアルバム『スクリーン・テーマ・スーパー・コレクション/尾崎紀世彦』、2007年『尾崎紀世彦の世界』に収録。
- 薬師丸ひろ子（岩谷時子による日本語詞） - 2016年のアルバム『Cinema Songs』に収録。
- 松田聖子 - 2017年のアルバム『SEIKO JAZZ』に収録。

カヴァーした主な歌手
アンディ・ウィリアムス、ビング・クロスビー、グラディス・ナイト&ピップス、ペリー・コモ、ジャッキー・エヴァンコ、笠井紀美子、ペドロ&カプリシャス、テレサ・テン、森山良子、M-flo、吉田美奈子、綾戸智恵、マーサ三宅、弘田三枝子、岩崎宏美、桜田淳子、宝塚歌劇団、クミコ、朱里エイコ、渡辺美里、ペギー葉山、舟木一夫、しばたはつみ